# Adesmus calca
Adesmus calca là một loài bọ cánh cứng trong họ Cerambycidae.